# Weißbach bei Lofer
Weißbach bei Lofer település Ausztriában, Salzburg tartományban a Zell am See-i járásban található. Területe 69,57 km², lakosainak száma 422 fő, népsűrűsége pedig 6,1 fő/km² (2014. január 1-jén). A település 666 méteres tengerszint feletti magasságban helyezkedik el.
A település részei:
- Frohnwies (44 fő, 2011. október 31-én)
- Hintertal (36)
- Oberweißbach (168)
- Pürzlbach (36)
- Unterweißbach (143)

## Nevezetességei
- Szentháromság katolikus plébániatemplom
- Lamprechtsofen, Ausztria legmélyebb és a világ 6. legmélyebb barlangja[3][4]
- Seisenbergklamm natúrpark és szurdokvölgy[5]
- Hirschbichl-hágó, határátkelőhely a német Ramsau bei Berchtesgaden felé
- Dießbach-vízerőmű és víztározó
- Kallbrunnalm hegyilegelő
- Kammerlingalm
- Litzlalm

## Fordítás
Ez a szócikk részben vagy egészben  a   Weißbach bei Lofer című angol Wikipédia-szócikk ezen változatának fordításán alapul.  Az eredeti cikk szerkesztőit annak laptörténete sorolja fel. Ez a jelzés csupán a megfogalmazás eredetét és a szerzői jogokat jelzi, nem szolgál a cikkben szereplő információk forrásmegjelöléseként.